# Stawek (powiat wieluński)
Stawek – wieś w Polsce położona w województwie łódzkim, w powiecie wieluńskim, w gminie Czarnożyły.
W latach 1975–1998 miejscowość położona była w województwie sieradzkim.

## Historia
Miejscowość historycznie należy do ziemi wieluńskiej i pierwotnie związana była z Wielkopolską. Ma metrykę średniowieczną i istnieje co najmniej od XV wieku. Wymieniona po raz pierwszy w latach 1468 - 1469 w łacińskim dokumencie jako "parva Stawek" .
Po rozbiorach Polski miejscowość znalazła się w zaborze rosyjskim. Wymieniona wraz z sąsiednim Stawem przez XIX wieczny Słownik geograficzny Królestwa Polskiego. W 1885 wieś liczyła 5. domów oraz 52. mieszkańców.